# Rezervația peisagistică Rudi–Arionești
Rezervația peisagistică Rudi-Arionești este o arie protejată, situată pe malul drept al Nistrului, 10 km mai jos de Otaci, care include în limitele sale trei defilee împădurite ale trei sate: Arionești din raionul Dondușeni și Tătărăuca Veche și Rudi din raionul Soroca, Republica Moldova (ocolul silvic Otaci, Arionești – Stînca, parcelele 20-22; Rudi-Gavan, parcelele 23-29). Are o suprafață de 916 ha. Obiectul este administrat de trei organizații: Gospodăria Silvică de Stat Soroca (793 ha), Întreprinderea Agricolă „Arionești” (57 ha) și Întreprinderea Agricolă „Nistru” (66 ha).

## Clasificare
Rezervația este încadrată în etajul deluros de cvercete cu următoarele tipuri de stațiuni:
- deluros de cvercete (păduri de diferite specii de Quercus) cu gorunete, goruneto-șleauri sau goruneto-stejăreto-șleauri, productivitate superioară/mijlocie;
- deluros de cvercete cu stejar de productivitate inferioară, sol litic, litic rendzinic;
- deluros de cvercete cu stejărete de stejar pedunculat pe platouri, versanți cu pante și expoziții diferite, cu soluri cenușii și cernoziomuri argiloiluviale, productivitate mijlocie/superioară.

Sunt identificate următoarele tipuri de pădure:
- gorunet normal cu floră de mull, productivitate superioară;
- gorunet cu floră de mull, productivitate mijlocie;
- goruneto-șleau, productivitate superioară;
- goruneto-șleau cu productivitate mijlocie;
- goruneto-stejăret, productivitate mijlocie;
- stejăreto-goruneto-șleau de productivitate mijlocie;
- stejăret de deal cu gorun, productivitate mijlocie;
- zăvoi de salcie, productivitate mijlocie;
- goruneto-stejăret, productivitate inferioară.

## Diversitate floristică
Pe teritoriul rezervației au fost identificate următoarele specii de plante rare: drăcila, cornul, luntricica, dedițelul, pojarnița de munte, trifoiul negru, pătrunjelul de câmp, feriguța, feriga femenină, șiverechia, urechelnița, ghipsoruța și altele.

## Canioane
Rezervația include 3 canioane: Rudi, Arionești și Tătărauca.
Canionul Rudi are 5 km în lungime, râușorul Bulboaca formează multe praguri și o cascadă de 10 m înălțime. Sub cimitirul satului Rudi se află Peștera Răposaților. Pe partea stângă a Nistrului se află mănșstirea de la Rudi. Canionul Rudi include, de asemenea, 2 văgăuni foarte adânci, de origine tectonică de lângă comunele Arionești, Rudi și Tătărauca-Nouă pe o suprafață de circa 850 ha („Vagauna Lupilor” și „Văgăuna Vânturilor”), „Stânca Balaurului”, „La sihăstrie„
”, „Trei cruci”, „Farfuria Turcului”, „Izvorașul Verde”. Sunt o mulțime de stânci singuratice de diferite forme ciudate, care în zilele cu vânt produc niște sunete destul de melodioase. Din aceste considerente băștinașii le-au numit "Harpa eoliană". "Văgăuna Lupilor" este greu accesibilă din cauza pantelor abrupte și care pe timpuri a fost un cuib de lupi.
În canionul Arionești se întâlnesc o cascadă de 2 m și multe izvoare.
În canionul Tatarauca se întâlnesc 2 varietăți de cascade și multe varietăți de praguri. Există stânci din calcar și cremene.

## Obiective
Rezervația reprezintă o mulțime de ponoare adânci cu aflorimente paleozoice, mezozoice și neozoice, presărate cu izvoare și cascade. Unele formațiuni geologice prezintă interes deosebit din punct de vedere turistic.

### Văgăuna lupilor
„Văgăuna Lupilor” este o văgăună adâncă și greu accesibilă din cauza pantelor abrupte. A fost pe timpuri cuib de lupi. Deosebit de pitorești sunt esiturile calcarelor sarmatiene, care încadrează partea superioară a povârnișurilor între niște stânci de forme bizare. În zilele cu vânt stâncile emit niște sunete destul de melodioase, din care cauză au fost denumite inițial "Harpa Eoliană".

### La Trei Cruci

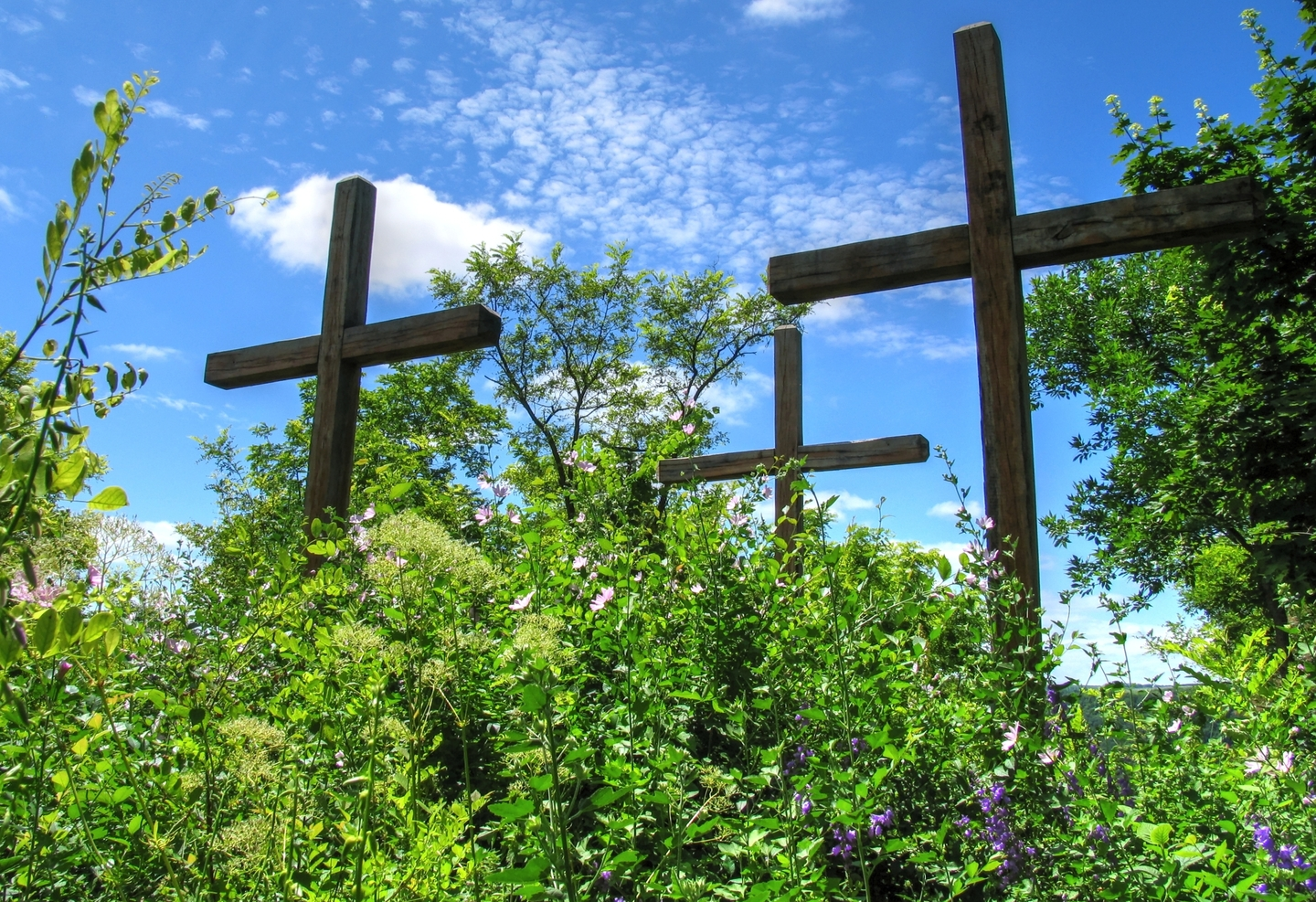
Trei cruci de lemn marchează locul

Cetățuia „La Trei Cruci” se află în partea de nord-est de comuna Rudi judetul Edinet, pe malul drept al răului Nistru. Numele „La Trei Cruci” vine de la trei cruci (troițe) din piatră, aflate cândva pe acest loc. Promontoriul alungit, cu pante abrupte și greu de urcat, s-a format in locul contopirii unei rape mari cu valea Nistrului. Actualmente, suprafata acestui deal este împădurită. Locuitorii din vechime au ales acest promontoriu pentru ridicarea unei cetațui din anumite considerente. Malurile abrupte îl faceau inaccesibil din două părți. Pentru crearea cetațuii, s-a inchis accesul la promontoriul dinspre câmpie, ceea ce au făcut construind trei linii de fortificații. Prima, sau linia exterioara de fortificatii, alcatuită dintr-un șant si un val înalt de pământ, era situată la vreo 200 m de marginea promontoriului. Această linie, în forma de arc, este orientată cu partea proeminenta spre câmpie. Cea de a doua linie e analogica cu prima si se afla la o distanță de 60 m de aceasta. Linia a treia a fost ridicată la distanța de 30 m de cea de a doua si consăa din urmele unui val de pământ cu o înălțime de circa 1 m. Valurile și șanturile liniilor de fortificații s-au păstrat destul de bine până în zilele noastre. Șanturile atingeau adâncimea de 2 m, iar valurile până la 3 m înaltime.
Se poate conchide că cetațuia a fost fondată cu 2300 - 2400 de ani în urmă.

### La Șanțuri
Cetățuia „La Șanțuri” se află la 4 km de Rudi. Reprezintă urme ale unei vechi cetați. Cetațuia are patru rânduri de valuri de pământ și șanturi, care s-au pastrat până astazi si au 5 m în înaltime, iar în adâncime - până la 2 m. Valul exterior de apărare era ridicat din piatră de calcar, iar celelalte - din pământ. Lângă porțile cetății, în exterior, erau construite bastioane cu valuri de pământ. Ruinele cetații sunt destul de impunătoare, impresionante fiind prin forța sistemului de fortificați.
Arheologii au determinat că pe acest loc au existat succesiv 3 așezari. Primii locuitori ai cetații au fost tracii, care s-au situat aici prin sec. VII - VI î.Hr., adica cu 2600 de ani in urma. După o intrerupere de 100 de ani, în sec. IV - III î.Hr. aici au apărut triburile getice. Intre sec. II î.Hr. si sec. I d.Hr. pe locul acesta a mai existat o așezare getică. Cercetatorii nu au reusit să stabilească data fondarii cetațuiii - intre sec. VII - VI î.Hr. sau mai tarziu.
Cetatuia "La Șanturi" poate fi identificata cu orasul antic "Maetopium". O asemenea cetate de pământ, înalțată cu mult pana la era noastră, se pastrează și până acum undeva in Spania.

### Altele

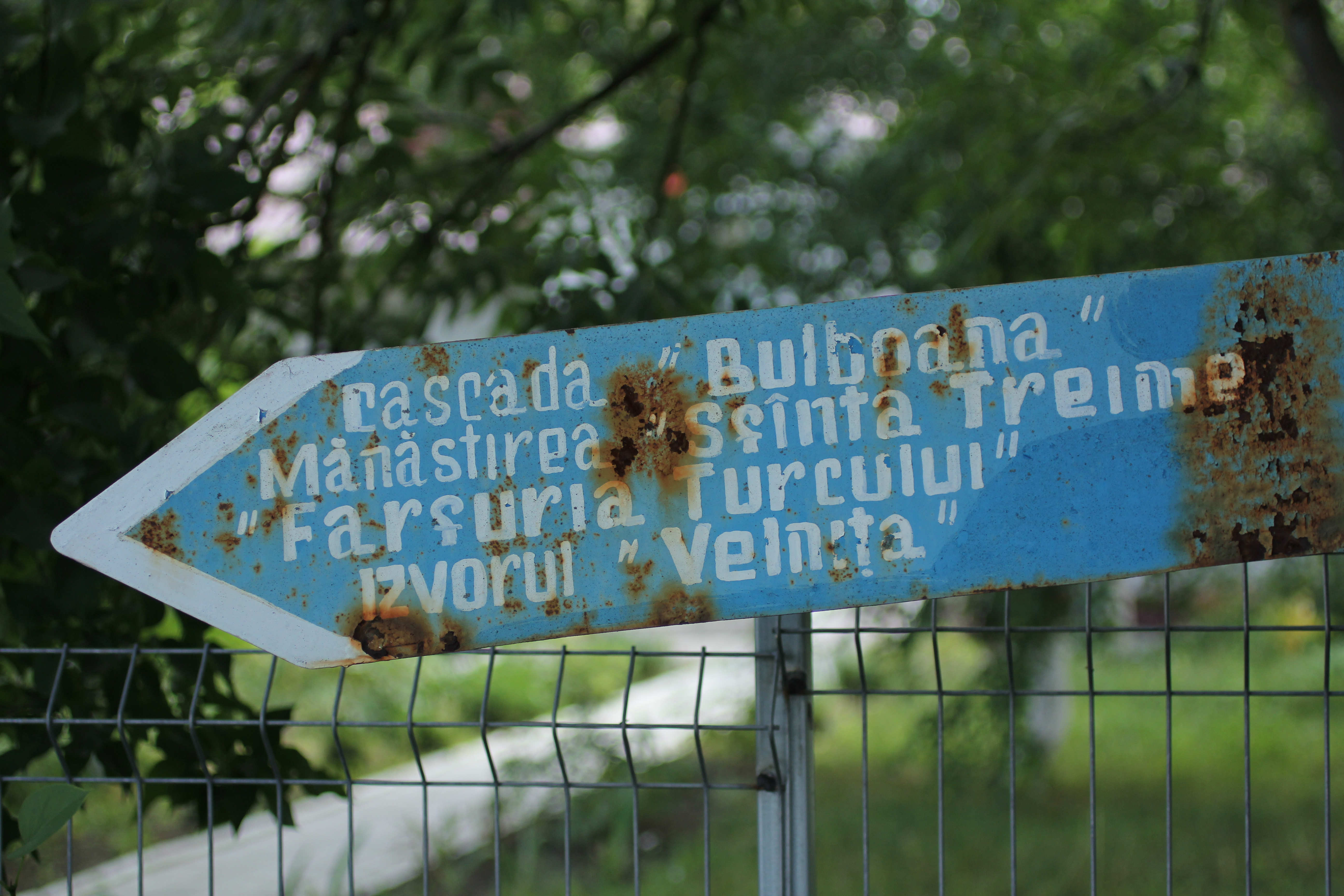
Indicator spre locuri turistice ale rezervației

Deosebit de important este defileul Rudi cu o lungime de 5 km și adâncimea de 250 m. Pe suprafața lui sunt bine dezvoltate fisurile eoliene cu forme bizare. În zilele cu o anumită direcție a vântului ele emit sunete melodioase. Datorită acestui efect ele au fost numite „harpe eoliene”.
În sectorul Rudi al rezervației se găsesc peste 100 de monumente ale naturii: „Văgăuna Lupilor”, „Văgăuna Vânturilor”, „Stânca Balaurului”, „Harpa Eoliană”, „Peștera Răposaților”, „Izvorul Verde”, etc. În apropierea Mănăstirii Rudi se află trei cetăți de pământ: cetățuia „La șanțuri”, de origine tracică, identificată de unii cercetători cu orașul antic Maetorium, cetățuia getică „La trei cruci” și așezarea medievală „Farfuria turcului”, datând din secolul X, cât și multe alte monumente arheologice, o peșteră, cascade, izvoare, braniști. Braniștea Rudi nu a fost stropită niciodată cu substanțe chimice.
În 1996 la nord-vest de satul Rudi, pe malul drept al unei râpe uscate, chiar sub cimitirul localității, a fost descoperită o peșteră, numită „Peștera Răposaților”. Intrarea în ea reprezintă o crăpătură sub formă de unghi cu lățimea de 0,7-1,0 m bine camuflată într-o mică văgăună. Aceste săli/crăpături au o arhitectură ciudată: de la podea au o formă de semicerc, care pe parcurs se lărgește, devenind mai spațios. În peșteră se află încăperi de diferite dimensiuni și forme cu lungimi de 3,4-6,7 m, înălțimi de 3,4-8,1 m și lățimi de 0,7-2,5 m. După prima cercetare a peșterii din 1996, a urmat a doua în 1997. La cei 63 m deja cunoscuți, s-au mai adăugat 5 m (în total 68 m).

## Galerie

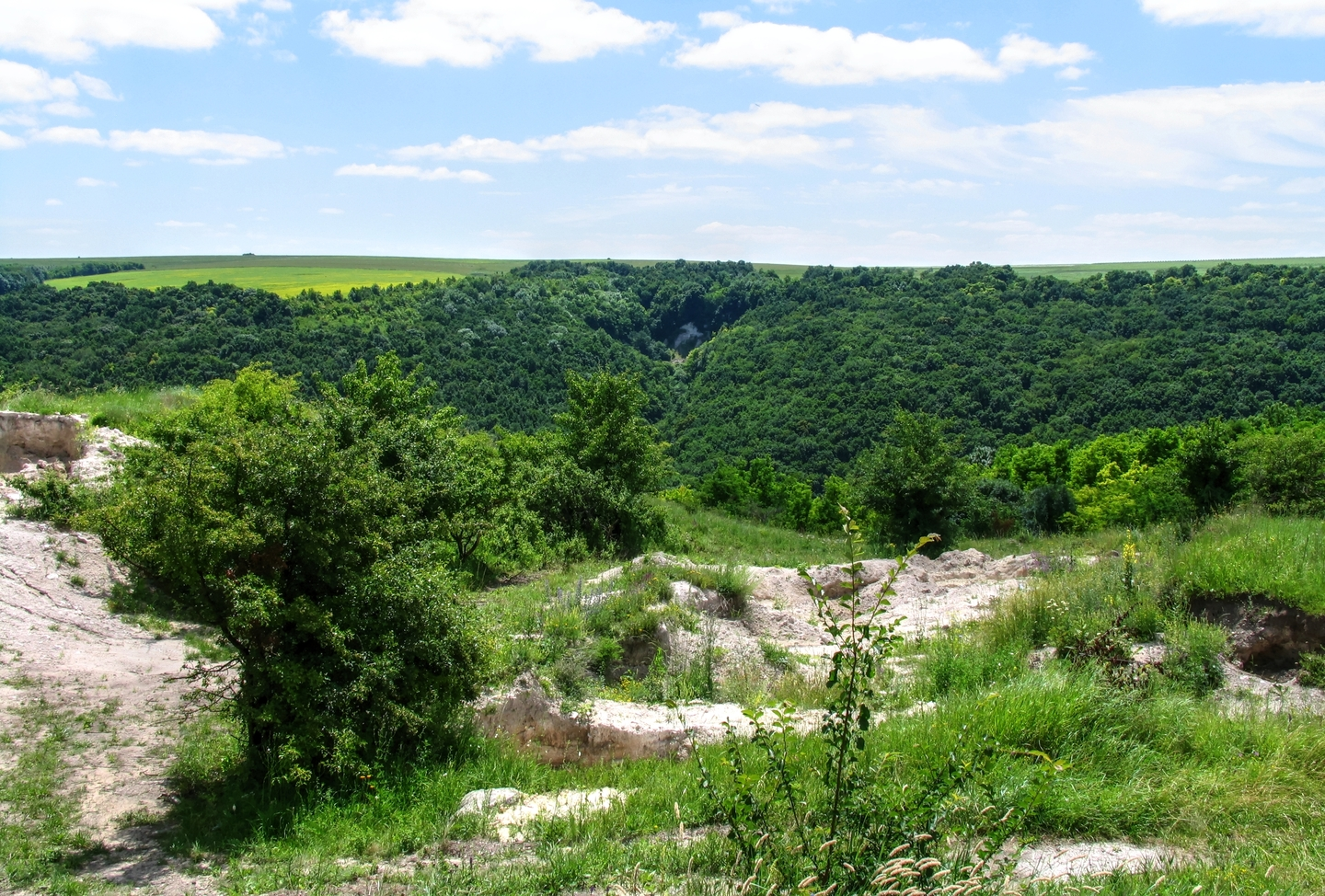
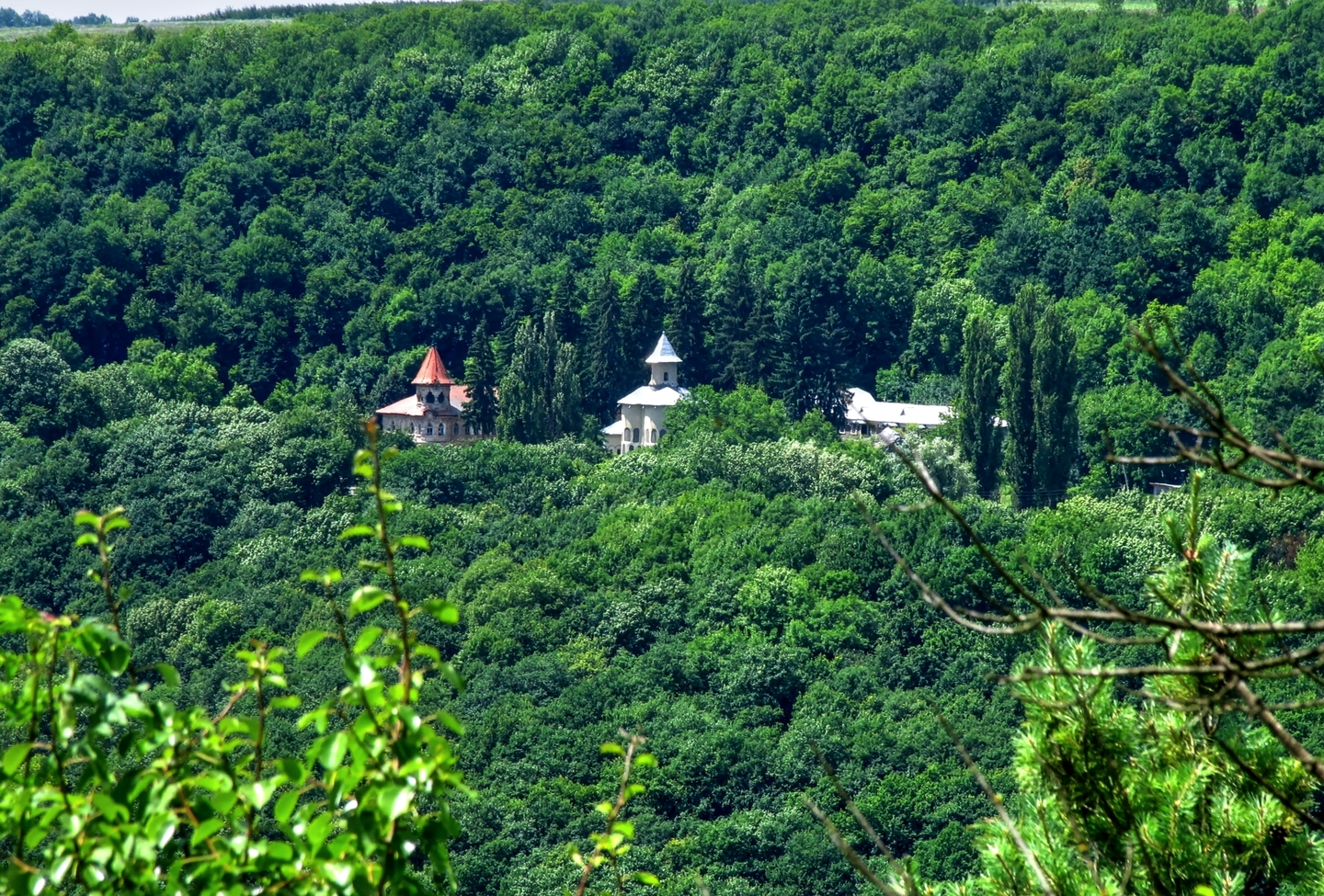
Mănăstirea Rudi
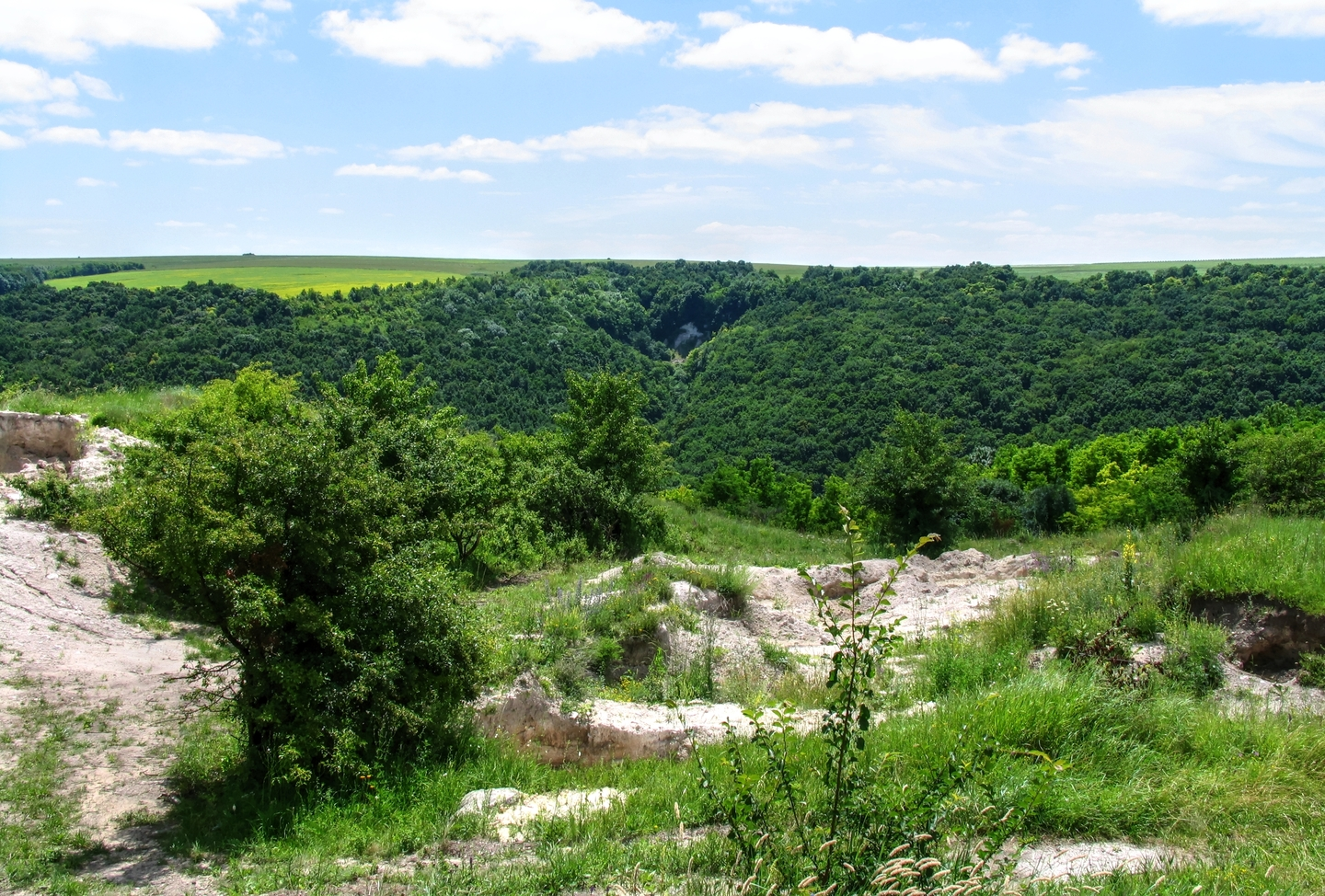
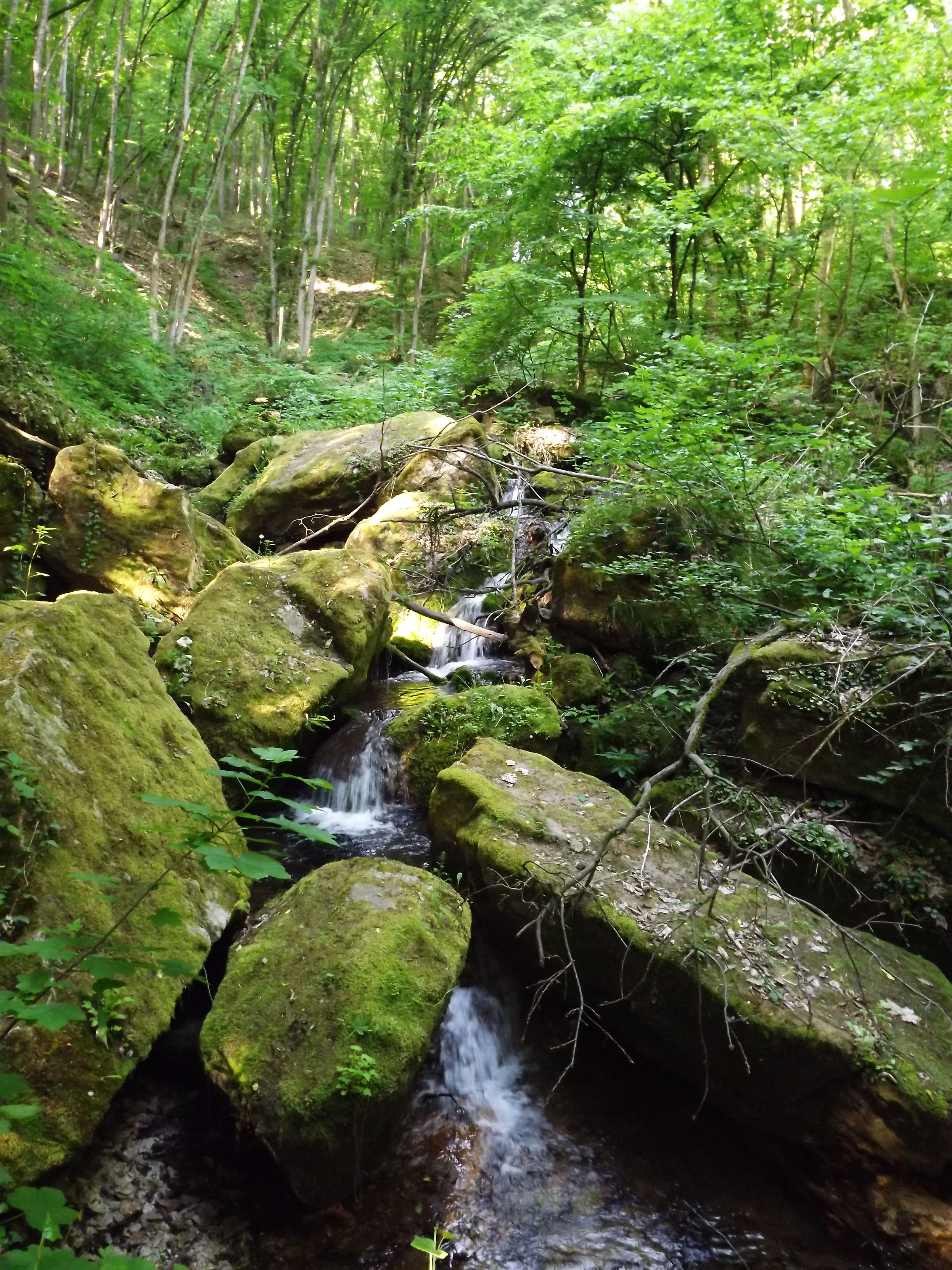
Pârâu din rezervație.
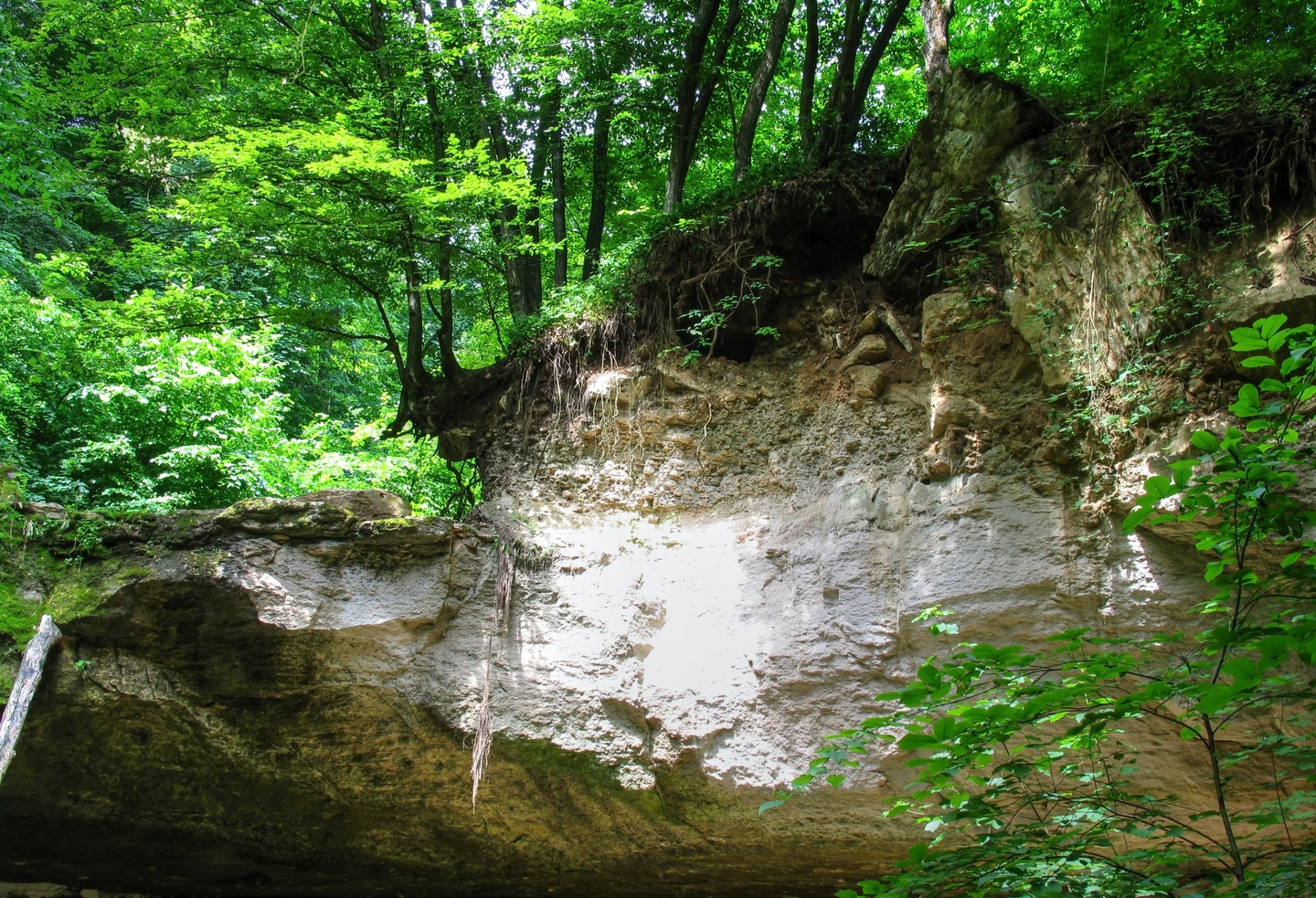
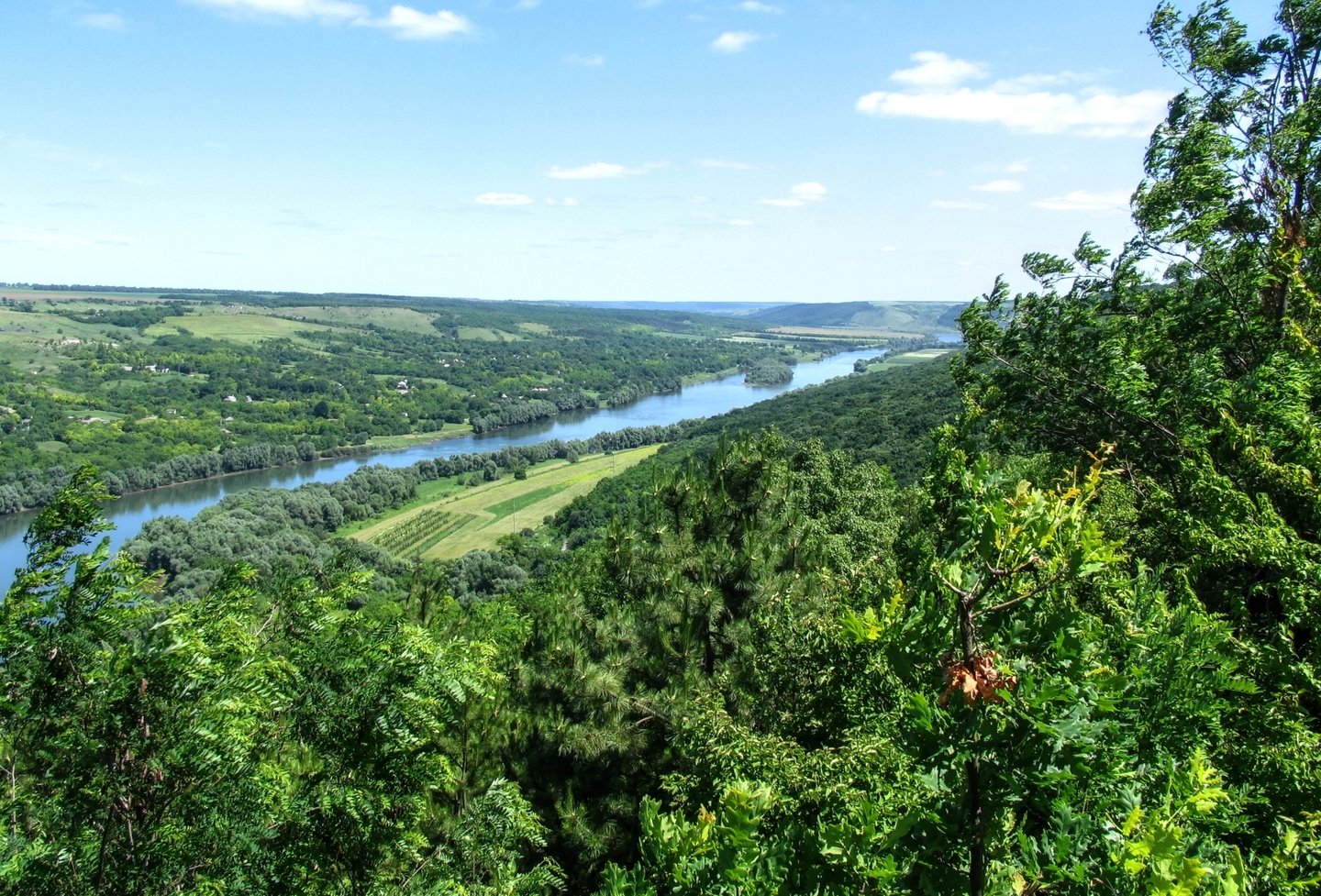
Nistrul.
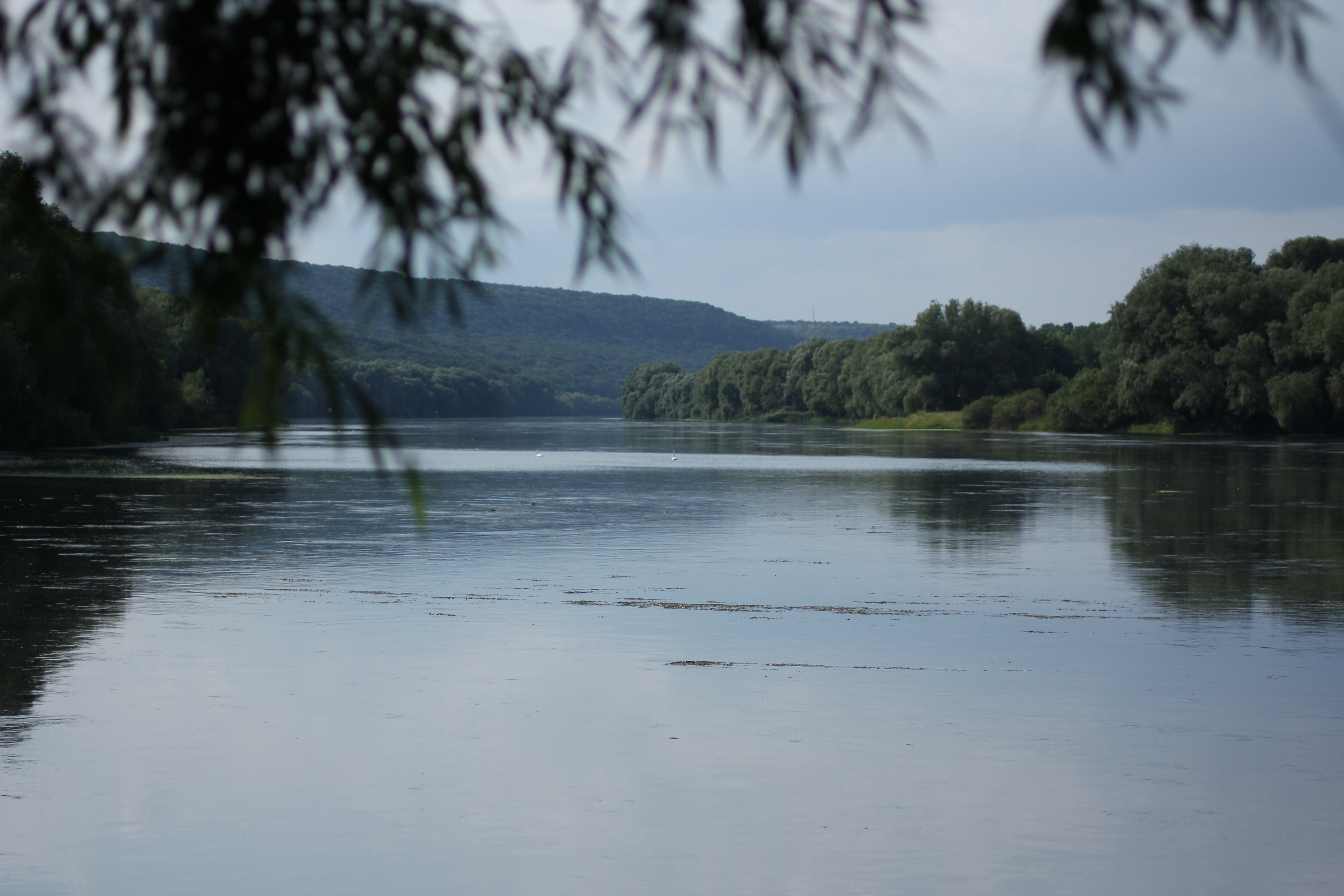